# Henri Cornet
Henri Cornet (4. srpna 1884 – 18. března 1941) byl francouzský cyklista.
V roce 1904 zvítězil na Tour de France po diskvalifikaci vedoucí čtveřice v čele s Mauricem Garinem, která podváděla, když nesportovně použila během poslední etapy doprovodné vozidlo. Cornet se tak stal dosud nejmladším vítězem tohoto prestižního závodu, když ho dokázal vyhrát ve 20 letech. Tour de France se zúčastnil ještě sedmkrát, z toho třikrát nedokončil a nejlépe dojel na 8. místě. V roce 1906 vyhrál prestižní závod Paris-Roubaix.